# Charles-François de Saint-Simon Sandricourt
Charles-François de St Simon-Sandricourt (* 5. April 1727 in Paris; † 26. Juli 1794 ebenda) war der letzte Bischof der Diözese Agde.

## Leben
Charles-François-Siméon de Vermandois de Rouvroy de Saint-Simon de Sandricourt war ein Sohn des Generals Louis-François de Saint-Simon, Marquis de Sandricourt († 1751) und der Louise-Marie-Gabrielle de Gourgues. Maximilien Henri de Saint-Simon (1720–1799) war sein Bruder.
Saint-Simon besuchte das Collège d’Harcourt und studierte am Collège de Navarre Theologie. Am 9. Februar 1738 erhielt er gemeinsam mit seinem Bruder Claude (* 1727) in der Kirche der Augustiner-Discalceaten (gen. Petit-Pères; Notre-Dame-des-Victoires) durch Bischof Hyacinthe Leblanc von Joppe (in partibus) die niederen Weihen. Das Dimissoriale des Erzbischofs von Paris, das dem Bischof der Diözese Metz (sein Verwandter Claude Charles de Rouvroy de Saint Simon, 1695–1760) die weiteren Weihen gestattete, trägt das Datum 9. Juni 1748. 1753 Kommendatarabt der Abtei Conches bei Evreux, wurde er kurz darauf Generalvikar seines Onkels in Metz. Nach dem Tod Papst Benedikts XIV. 1758 ging er nach Rom und assistierte bei der Wahl Papst Clemens’ XIII. Am 8. März 1759 zum Bischof von Agde ernannt, wurde er am 9. April präkonisiert und am 6. Mai in Paris von seinem Onkel Claude geweiht. Am folgenden Tag legte er dem König den Treueid ab.
Bischof Saint-Simon war ein Gelehrter. Er besaß eine umfangreiche Bibliothek, in der er – durch schweres Asthma am Schlaf gehindert – ganze Nächte verbrachte. Eine seiner ersten Amtshandlungen in Agde war die Erarbeitung und Herausgabe (1765) eines neuen Breviers, gefolgt von einem neuen Missales (Messbuch). Die sie begleitenden und einführenden Hirtenbriefe spiegeln seine umfangreichen liturgisch-historischen Forschungen. Auf die Seitenränder seines Exemplars der Werke des Horaz (von Noël-Etienne Sanadon) schrieb er eine eigene Übersetzung, auch finden sich auf den Seitenrändern anderer griechischer und hebräischer Werke viele Randbemerkungen aus seiner Hand, doch veröffentlichte er keine Schriften. Am 18. Februar 1785 machte ihn die Académie des inscriptions et belles-lettres zu ihrem Mitglied.
1791 von der Revolution aus Agde vertrieben, ging Saint-Simon nach Paris, wo er am 26. Juli 1794 (8. Thermidor II), einen Tag vor dem Sturz Robespierres, unter der Guillotine starb. Saint-Simon war der letzte Bischof von Agde. Das Bistum wurde infolge des Konkordats von 1801 aufgelöst und sein Territorium in die Erzdiözese Montpellier eingegliedert.